# Luca Dodi
Luca Dodi (Parma, 26 maggio 1987) è un ex ciclista su strada italiano, professionista dal 2012 al 2014.

## Palmarès
- 2007

Coppa Varignana
Giro Ciclistico Pesche Nettarine di Romagna
Memorial Davide Fardelli
- 2008

Circuito Mezzanese
- 2009

Memorial Luigino Maccarinelli (Coppa Caduti di Soprazocco)

## Piazzamenti

### Grandi Giri
- Vuelta a España

2013: 129º